# Ludwig Münchmeyer

Ludwig Münchmeyer

Ludwig Johannes Herbert Martin Münchmeyer (* 2. Juni 1885 in Hoyel bei Melle; † 24. Juli 1947 in Böblingen) war ein evangelisch-lutherischer Pastor auf der ostfriesischen Nordseeinsel Borkum, der sich durch besonders aggressive antisemitische Hetzreden hervortat. Reichsweites Aufsehen erregte er 1926 im sogenannten Münchmeyer-Prozess, in dessen Verlauf er sich gezwungen sah, sein Amt als Pastor aufzugeben. Danach wurde er Reichsredner der NSDAP. Mit deren erstem größeren Wahlerfolg bei der Reichstagswahl 1930 zog Münchmeyer als Abgeordneter des Wahlkreises 33 (Hessen-Darmstadt) in den Reichstag ein.

## Familie, Ausbildung, erste Pfarrstellen
Ludwig Münchmeyer entstammte einer alten, ursprünglich niedersächsischen Pastorenfamilie, deren direkte Stammreihe mit Heinrich Münchmeyer (um 1654–1728), Lizenzbeamter (Steuerbeamter) und Bürger zu Einbeck, begann. Er wurde als Sohn des Carl Hans Wilhelm Ludwig Münchmeyer und der Henriette Friederike Adelgunde Münchmeyer, geb. Brakebusch, geboren. Sein Großvater war der Theologe August Friedrich Otto Münchmeyer. In Rinteln besuchte er das humanistische Gymnasium.
An den Universitäten von Erlangen, Leipzig und Göttingen studierte er evangelische Theologie und gehörte seit 1905 der Burschenschaft Germania Erlangen an. Er legte im März 1911 seine Zweite theologische Prüfung ab. Am 17. Juni desselben Jahres wurde er ordiniert. Von 1911 bis zum Kriegsausbruch 1914 zunächst Pfarrer der evangelisch-lutherischen Seemannsseelsorge in Cardiff (Großbritannien), dann erster Auslandspfarrer der beiden deutschen Gemeinden in Cardiff und Swansea (Südwales). Im März 1915 wurde er Felddivisionsprediger. Nach dem Krieg wurde er als Lazarettpfarrer in Hannover angestellt.
Er war mit Agnes Marie Margerete Maseberg, Tochter des Großkaufmanns Wilhelm Maseberg und dessen Ehefrau Marie Winkelmann, verheiratet und hatte mit ihr vier Kinder.

## Münchmeyer auf Borkum

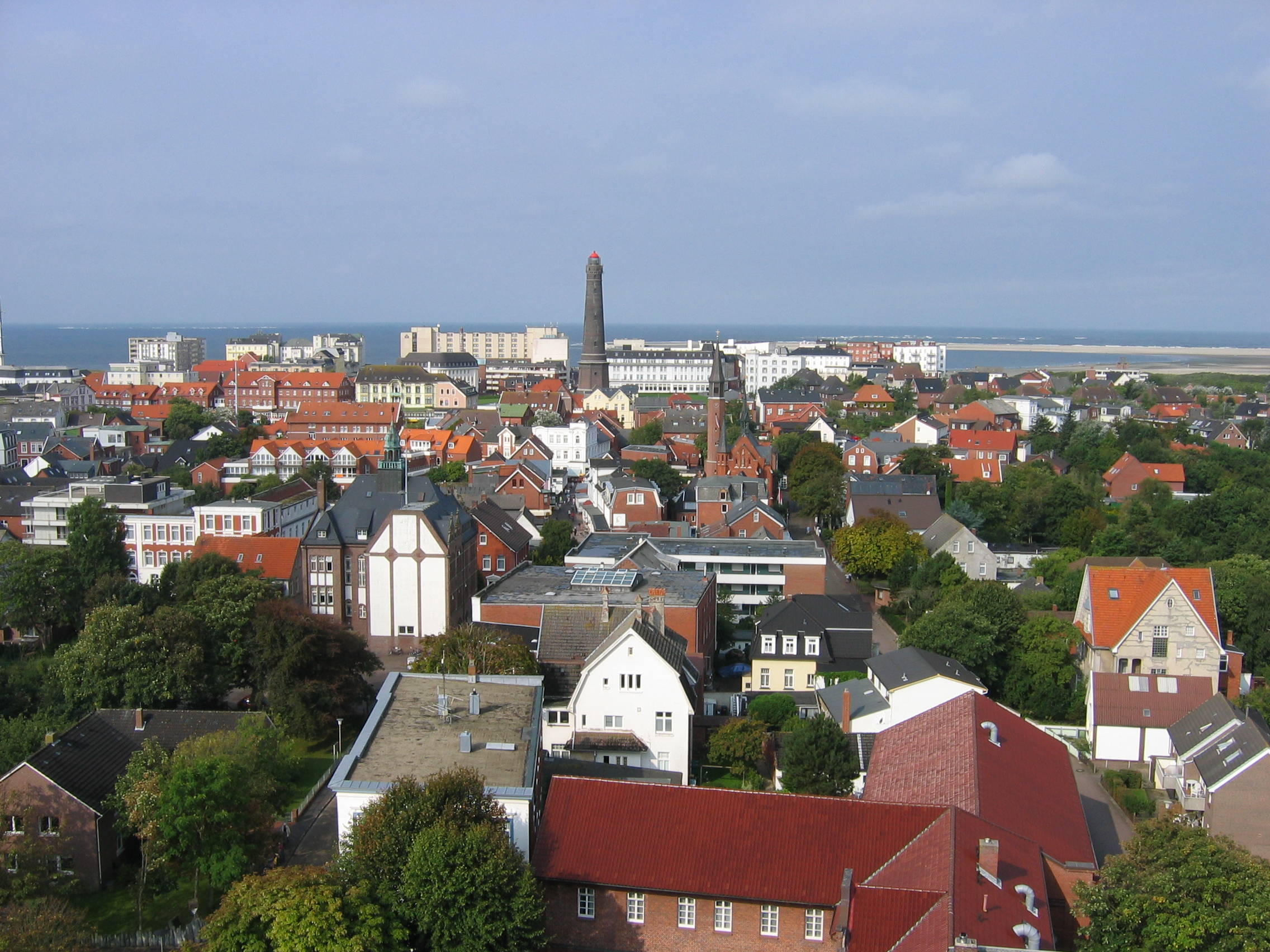
Borkum – Blick vom alten Leuchtturm Richtung Westen

1920 wurde Münchmeyer Pastor der evangelisch-lutherischen Kirchengemeinde auf Borkum. Dort hatte der sogenannte Bäder-Antisemitismus – die Ausgrenzung jüdischer Gäste – lange vor 1933 besonders starke Tradition. Bereits vor dem Ersten Weltkrieg waren antisemitische Zwischenfälle zu verzeichnen. Im Borkumlied, das die Kurkapelle mit Billigung des Gemeinderates öffentlich intonierte, hieß es:
Borkum, der Nordsee schönste Zier,

bleib du von Juden rein,

laß Rosenthal und Levinsohn

in Norderney allein.
Damit setzte Borkum antisemitische Rassenhetze im Konkurrenzkampf gegen das Seebad Norderney ein, um völkisch-nationale Gäste zu gewinnen. Münchmeyer heizte die rechtsradikale und antisemitische Stimmung auf Borkum mit zahlreichen Vorträgen an. Diese trugen Titel wie „Seid unverzagt, bald der Morgen tagt“, „Gott – Freiheit – Ehre – Vaterland“ oder „Borkum, der Nordsee schönste Zier, bleib du von Juden rein“.
Dabei unterstützte ihn der 1920 für antisemitische Kurgäste gegründete „Bund zur Wahrung deutscher Interessen auf Borkum“. Dieser wachte über die „Judenfreiheit auf der Insel“. In den Folgejahren trat Münchmeyer energisch für „deutsche Bezeichnungen“ auf den Speisekarten sowie „deutsche Ausdrücke“ an den Inschriften von Häusern ein und kontrollierte gelegentlich die Personalien von Borkumer Kurgästen, an deren „arischer“ Abstammung er zweifelte.
1922 wies der hannoversche Oberpräsident und ehemalige Reichswehrminister Gustav Noske (SPD) den Regierungspräsidenten Jann Berghaus (DDP) in Aurich mündlich an, dem „hetzerischen Treiben“ auf Borkum ein Ende zu machen. Er gab seinem „lebhaften Befremden darüber Ausdruck, dass dem Skandal auf Borkum nicht energisch entgegengetreten worden ist“. Im Wiederholungsfall drohte er die Herabsetzung der polizeilichen Sperrstunde auf 22 Uhr an. Daraufhin wurde das Borkumlied 1922/23 nicht mehr abgespielt.
1924 erneuerte der Landrat des Landkreises Emden, Walter Bubert (SPD), das Verbot. Dagegen organisierten der „Borkumpastor“ Münchmeyer und der völkische Badedirektor Hempelmann Protestkundgebungen, auf denen sie Bubert, Berghaus und Noske beschimpften und dazu aufriefen, das Spielverbot zu ignorieren. Die Protestversammlungen wurden jeweils mit demonstrativem Absingen des Borkumliedes beendet. Auf Anweisung des Badedirektors begann die Kurkapelle bald darauf, das Lied wieder zu spielen. Landrat Bubert ging dagegen mit eigens verstärkter Borkumer Lokalpolizei vor, ließ einige Musiker noch während eines Konzerts in polizeilichen Gewahrsam nehmen und beschlagnahmte deren Instrumente. Er entließ zudem den Badedirektor mit sofortiger Wirkung. Dieser klagte dagegen vor dem Amtsgericht Emden und erhielt Recht: Das Urteil bezeichnete das Spielverbot als „vollendete Rechtsbeugung“ und damit als nichtig. Im Wiederholungsfalle drohte das Gericht dem preußischen Staat eine Geldbuße von 100.000 Goldmark an. Die nächste Instanz, das Preußische Oberverwaltungsgericht in Berlin, bestätigte das Urteil. Münchmeyer feierte diesen Beschluss zum Borkumlied als persönlichen Erfolg.
1924 ließ er sich als Kandidat der Deutschnationalen Volkspartei in den Gemeindeausschuss wählen und wurde Mitglied der Badedirektion. Nun fing er an, neben Juden auch Katholiken anzugreifen, wodurch sich viele rheinländische Badegäste verprellt fühlten. Die Rheinische Presse berichtete über die „Katholikenhetze auf Borkum“ und die Borkumer Badezeitung schrieb darüber 1924: „Alte Badegäste haben sich, durch diese Treibereien angewidert, mit den Worten verabschiedet: Auf Nimmerwiedersehen“. Daraufhin wuchs auf Borkum, das sich in seinen wirtschaftlichen Interessen bedroht sah, allmählich die Opposition gegen Münchmeyer. Die Badedirektion setzte sich vorsichtig von ihm ab. Auch die Leitung der Evangelisch-Lutherischen Landeskirche Hannovers, die seinen Antisemitismus nie öffentlich kritisiert hatte, begann sich nun von Münchmeyer zu distanzieren, bot ihm aber eine Superintendentur an.
Nach weiteren Vorfällen entschloss sich der Deutsche Bäderverband, Fahrten nach Borkum nicht mehr zu empfehlen. Im Herbst 1925 eröffnete schließlich das Landeskirchenamt der Hannoverschen Landeskirche ein Disziplinarverfahren gegen Münchmeyer.

## Der Münchmeyer-Prozess
Etwa zur gleichen Zeit veröffentlichte der Borkumer Albrecht Völklein unter dem Pseudonym Doktor Sprachlos eine satirische Streitschrift gegen Münchmeyer mit dem Titel „Der falsche Priester oder der Kannibalenhäuptling der Nordsee-Insulaner“. Unterstützt wurde er dabei von Julius Charig vom Central-Verein deutscher Staatsbürger jüdischen Glaubens (C.V.) und dem jüdischen Kaufmann Lazarus Pels. In der Schrift wurde Münchmeyer, ohne namentlich genannt zu werden, als „falscher Priester“ attackiert, der mit Gesinnungsgenossen in „heidnischer und kannibalischer Absicht“ die Insel terrorisiere. Weiterhin wurden ihm Erpressung, Falschaussage, Vorspiegelung falscher Tatsachen, Amtsanmaßung und sexuelle Verfehlungen vorgeworfen. Der Evangelischen Landeskirche hielt Völklein in der Schrift vor, „den falschen Priester als den ihren anzuerkennen“ und möglicherweise selbst von „falschen Priestern“ durchsetzt zu sein.
Damit wollte der C.V. eine Beleidigungsklage erzwingen, um vor Gericht die antisemitische Hetze Münchmeyers zu verhandeln. Tatsächlich strengte die Evangelische Landeskirche einen Prozess an und zwang Münchmeyer, als Nebenkläger aufzutreten. Das Verfahren gegen Völklein, Charig und Pels wegen Beleidigung fand im Mai 1926 vor dem Großen Schöffengericht in Emden statt. Zur Verteidigung schickte der Centralverein den angesehenen Rechtsanwalt Bruno Weil. Durch dessen Verteidigungsstrategie wurde aus der Beleidigungsklage vor einem Provinzgericht ein reichsweit als Münchmeyer-Prozess beachteter politischer Prozess, in dessen Verlauf Weil mit großem Aufwand die Richtigkeit der gegen Münchmeyer erhobenen Vorwürfe nachzuweisen versuchte.
In der Urteilsverkündung am 18. Mai gab das Gericht der Verteidigung in fast allen Punkten Recht. Die Streitschrift wurde zwar als „formale Beleidigung“ eingestuft und die Angeklagten zu 1500 Reichsmark Strafe verurteilt, Münchmeyers Verhalten in der Urteilsbegründung aber wörtlich als „eines Geistlichen nicht würdig“ beschrieben, weshalb es legitim sei, dass dieser „als nicht richtiger Priester, als falscher Priester bezeichnet werden kann“ und sich weiterhin „ein falscher Priester nennen lassen muss“.
Im Einzelnen wurde im Urteil aufgeführt, dass Münchmeyer
- sich „wiederholt an Frauen herangemacht habe“ und sie sich „teils unter Ausübung eines unzulässigen Druckes, teils indem er sich als reicher Kaufmann ausgab“, gefügig machen wollte. Ein solcher Geistlicher verdiene den Namen eines Geistlichen nicht, sondern müsse sich gefallen lassen, wenn er als falscher Priester bezeichnet werde.

- sich wiederholt als Arzt und medizinischer Sachverständiger ausgegeben habe, ebenso als Jurist – ohne jemals Medizin oder Jura studiert zu haben. Die Behauptungen, die „wiederholt von Münchmeyer abgegeben wurden, waren wissenschaftlich falsch und eine Lüge, und eines Geistlichen unwürdig“.

- unter der lächerlichen Ausrede, eine Narbe am Körper eines jungen Mädchens kontrollieren zu wollen, unsittliche Berührungen vorgenommen habe.

- die Gewohnheit habe, „nach Art alter Klatschweiber Gerüchte in die Welt zu setzen, um einwandfreie Menschen in Mißkredit zu bringen“.

Damit war Münchmeyer ruiniert. Die Ausführungen der Verteidigung in der Frage der sexuellen Übergriffe Münchmeyers gegenüber Mädchen seiner Gemeinde führten dazu, dass Münchmeyer seinen Dienst als Pfarrer quittierte, um sich dem immer noch gegen ihn laufenden Disziplinarverfahren des Landeskirchenamtes zu entziehen. Dieses verbot ihm dennoch einige Monate nach dem Prozess, den Titel Pfarrer a. D. zu führen. Dessen ungeachtet taucht Münchmeyer in Cuno Horkenbachs 1931 erschienenem Handbuch „Das deutsche Reich von 1918 bis heute“ immer noch als „Pastor a. D.“ auf. Das Ende seiner Tätigkeit in der evangelisch-lutherischen Kirche wird dort, ohne Erwähnung des Prozesses, lakonisch wie folgt wiedergegeben: „Legte 1926 Pfarramt nieder, widmet sich ausschließlich der Politik.“
Am 26. Februar 1929 gab das evangelisch-lutherische Landeskirchenamt in Hannover eine Mitteilung heraus, dass Münchmeyer den Titel als Pastor, die Anstellungsfähigkeit im Kirchendienst, die Pensionsansprüche und die Fähigkeit zur Vornahme geistlicher Amtshandlungen endgültig verloren habe.

## Weiterer Lebensweg
Zum 1. April 1928 trat Münchmeyer der NSDAP bei (Mitgliedsnummer 80.984). Im selben Jahr verließ er Borkum, um fortan als Agitator und Reichsredner für die NSDAP zu wirken. Dabei handelte es sich um eine parteiamtliche Funktion für rhetorisch bzw. propagandistisch als besonders befähigt beurteilte Parteifunktionäre, die z. B. im Wahlkampf auf Massenveranstaltungen auftreten sollten. Die NS-Propaganda setzte gezielt nationalsozialistisch gesinnte evangelische Pfarrer oder Theologiestudenten als Werberedner ein, die unermüdlich auf die Verankerung des Christentums in der NSDAP hinwiesen. Münchmeyer war einer der aktivsten NS-Redner im nordwestdeutschen Raum. Dabei hielt er auch auf Borkum Veranstaltungen ab. Mit dem ersten größeren Wahlerfolg der NSDAP bei den Reichstagswahlen am 14. September 1930 zog er als Abgeordneter des Wahlkreises 33 (Hessen-Darmstadt) in den Reichstag ein.
Im Dezember 1930 war Münchmeyer an den Tumulten bei der dritten Vorführung des Filmes Im Westen nichts Neues beteiligt. Kurz nach Beginn der Aufführung im Berliner Mozartsaal begannen einige hundert Nationalsozialisten mit nationalistischen und antisemitischen Zwischenrufen, später warfen sie Stinkbomben und setzten weiße Mäuse aus. Dazu schrieb der Filmkurier am 6. Dezember 1930:
„Es waren mehrere nationalsozialistische Reichstagsabgeordnete anwesend, so Dr. Goebbels und Pfarrer Münchmeyer, die ihre Anhänger durch Zurufe aufmunterten und den Skandal dirigierten. Die Vorführung musste schließlich unterbrochen werden. Es kam zu Schlägereien mit Besuchern, die sich gegen den Terror wandten. Die inzwischen herbeigerufene Polizei musste den Saal gewaltsam räumen. Die Demonstranten hatten dann noch die Unverfrorenheit, ihr Eintrittsgeld wegen Abbruch der Vorstellung zurückzufordern, sie zerschlugen eine Scheibe der Kasse und bedrohten die Kassiererin. Auf dem Nollendorfplatz nahmen die Demonstrationen ihren Fortgang. Die Direktion des Mozartsaals sah sich genötigt, die 9-Uhr-Vorstellung ausfallen zu lassen.“
Nach mehrfachen gewaltsamen Störaktionen durch SA-Schlägertrupps wurde der Film abgesetzt und bald darauf wegen „Gefährdung des deutschen Ansehens“ verboten. Die NSDAP verbuchte dies als ihren Sieg.
Im August 1933 trat Münchmeyer nochmals auf Norderney auf. Er forderte von den Bewohnern, aus ihrer Insel unverzüglich eine „judenfreie“ zu machen. Vor 1.200 Zuhörern sagte er: „Die Juden sind immer das störende Element der ganzen Welt zu allen Zeiten.“ 1934 veröffentlichte er sein Werk Kampf um deutsches Erwachen. 1936 erschien Deutschland bleibe wach – 10 Jahre Redner der Partei, das er 1938 nochmals unter dem Titel Deutschland bleibe wach – 12 Jahre Redner der Partei veröffentlichte. Reichsredner der NSDAP zu sein, sah Münchmeyer weiterhin als seine Hauptaufgabe. Im Lebenslauf in seinen Parteiakten heißt es:
„Auch nach der Machtübernahme hat Pg. Münchmeyer wohl als einer der wenigen Kämpfer der alten Garde und der alten Reichsredner fast an jedem Abend weiter in irgend einer Großkundgebung einer Parteiformation im Reichsgebiet gesprochen, ganz sonders im rheinisch-westfälischen Industriegebiet. Alle Kundgebungen mit Pg. Münchmeyer sind auch heute noch durchschlagende Erfolge, sowohl was die Besucherzahl als auch was die Zustimmung und Begeisterung der Bevölkerung anbetrifft.“
 Mehrfach musste sich Münchmeyer auch parteiinternen Kritikern stellen. So leitete das Oberste Parteigericht der NSDAP auf Antrag des NSDAP-Kreisleiters von Hameln, Erich Teich, am 7. Februar 1934 eine Untersuchung gegen Münchmeyer ein. Teich beschwerte sich darüber, dass Münchmeyer die Ortsgruppe der NSDAP bei einer öffentlichen Kundgebung kritisiert habe. In der dazugehörigen Akte finden sich auch mehrere Zeitungsartikel, in denen die 1926 gegen Münchmeyer ergangene Urteilsbegründung zitiert wird. Das Gericht stellte das Verfahren bald darauf ein.
Im Jahre 1935 war sein Wohnsitz in Düsseldorf, Humboldtstr. 51. Bis Mai 1945 war Münchmeyer Reichstagsmitglied, zuletzt als Abgeordneter des Wahlkreises 31 (Württemberg), trat jedoch öffentlich nicht mehr in Erscheinung, sodass über sein weiteres Wirken keine Akten vorliegen.
Von 1945 bis 1947 war Münchmeyer im Internierungslager. Bis zu seinem Tod am 24. Juli 1947 in Böblingen blieb er Nationalsozialist.

## Schriften
- An die deutsche Jugend, Was kann Deutschlands Jugend schon jetzt tun, um eine bessere Zukunft vorbereiten zu helfen? Borkum nach 1920.
- Weiherede. gehalten bei der Errichtung eines Denkmals für die Gefallenen der evangelisch-lutherischen Christus-Gemeinde auf Borkum. Ein Dankes- und Totenopfer, Borkum nach 1920.
- Gedächtnisrede für Deutschlands unvergeßliche Landesmutter. Borkum 1921.
- Eine Seepredigt. gehalten an den Gestaden der deutschen Nordsee über den Psalm 93,1–4. Ein Loblied Gottes aus der Natur, Borkum um 1921.
- Bismarcks Vermächtnis an das deutsche Volk. Der einzige Weg zur Erkenntnis und zur Heilung unserer Krankheit. Borkum 1923.
- Der Sieg in der Sache des Borkum-Liedes. Borkum 1924.
- Sage mir, mit wem Du gehst, und ich will Dir sagen, wer Du bist! Borkum um 1924.
- Krieg. Borkum um 1924.
- Borkum die deutsche Insel. Borkum um 1925.
- Das Sturmjahr 1925/26 oder: Unser Glaube ist doch der Sieg! Borkum 1926.
- Der Grund, warum ich mein Amt niederlegte. Borkum 1926.
- Auf Urkunden gestütztes Beweismaterial für den organisierten Landesverrat und den Dolchstoß der Marxisten aller Schattierungen, den Zerstörer deutscher Ehr und Wehr. München 1930.
- Meine Antwort an den C.V., zugleich eine Antwort auf die Fragen: Wann ruft der Jude „Alarm“? und Was versteht der Jude unter „Wahrheiten“? München 1930.
- Kampf um deutsches Erwachen. Dortmund 1934.
- Deutschland bleibe wach! – 10 Jahre Redner der Partei. Dortmund 1936.
- Deutschland bleibe wach! – 12 Jahre Redner der Partei. Dortmund 1938.